# یواس‌اس جان آدامز (۱۷۹۹)
یواس‌اس جان آدامز (۱۷۹۹) (به انگلیسی: USS John Adams (1799)) یک کشتی بود که طول آن ۱۳۹ فوت (۴۲٫۴ متر) بود. این کشتی در سال ۱۷۹۹ ساخته شد.